# 속엉덩동맥
속엉덩동맥(internal iliac artery) 또는 내장골동맥(內臟骨動脈)은 골반의 주요 동맥이다. 이전에는 'hypogastric artery'라고도 불렸다.

## 구조
속엉덩동맥은 골반의 벽과 내장, 엉덩이, 생식 기관 및 넓적다리안쪽칸에 혈액을 공급한다. 속엉덩동맥은 방광에도 가지를 내어 혈액을 공급한다.
길이가 약 3 ~ 4cm 정도인 짧고 두꺼운 혈관으로, 바깥엉덩동맥보다 작다.

### 주행 경로
속엉덩동맥은 허리엉치관절 반대편의 온엉덩동맥 분기점에서 시작하여 큰궁둥구멍의 위쪽 가장자리 아래쪽을 따라 주행하며, 이후 앞갈래와 뒤갈래의 큰 두 갈래로 나뉜다.
요관의 뒤쪽, 속엉덩정맥의 앞쪽, 허리엉치신경줄기의 앞쪽, 궁둥구멍근의 앞쪽에 위치한다. 속엉덩동맥의 시작점(=온엉덩동맥의 분기점) 근처에서는 바깥엉덩정맥의 안쪽에 놓여 있으며, 바깥엉덩정맥은 이때 속엉덩동맥과 큰허리근 사이에 있다. 한편 속엉덩동맥은 폐쇄신경 위에 있다.

### 가지
속엉덩동맥 가지들은 다양하다. 일반적으로 속엉덩동맥은 앞갈래와 뒤갈래로 나뉘며 뒤갈래는 위볼기동맥, 엉덩허리동맥, 가쪽엉치동맥을 낸다. 나머지 가지들은 대개 앞갈래에서 갈라져 나온다. 이런 가지들이 나오는 양상에는 변이가 있을 수 있다.

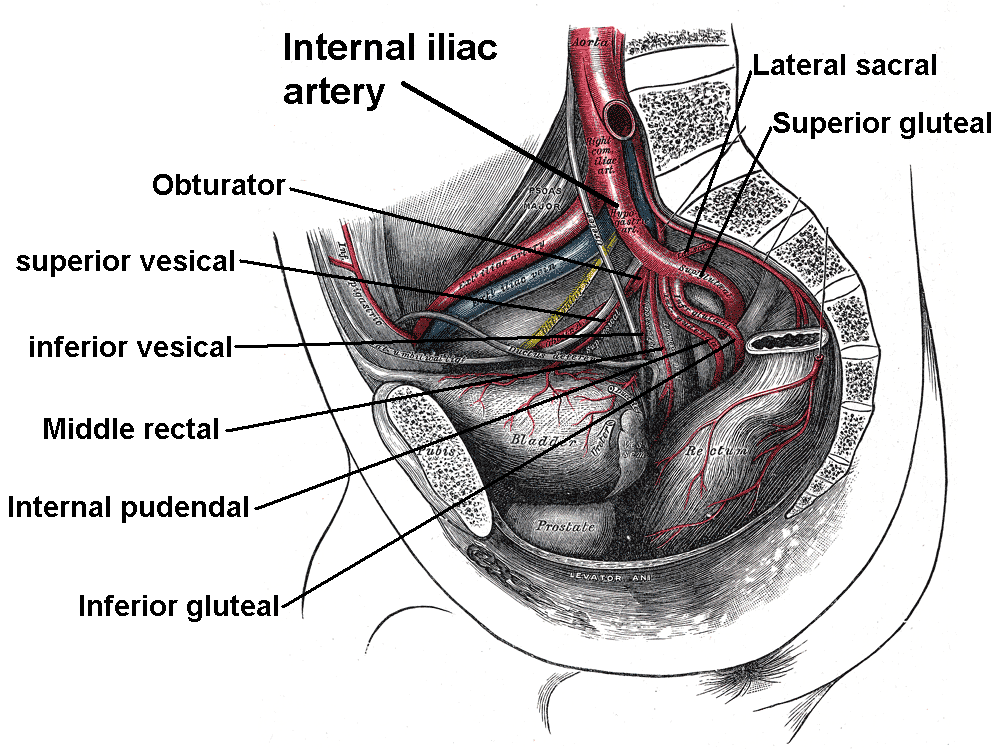
오른쪽(관찰자로부터 먼쪽) 속엉덩동맥 및 가지(엉덩허리동맥, 배꼽동맥, 자궁동맥 또는 정관동맥, 질동맥 또는 아래곧창자동맥은 제외)

다음은 속엉덩동맥의 가지들이다.
| 갈래   | 종류    | 가지                                                      | 가지에서 갈라져 나오는 가지                                                              | 혈액 공급 구조                           |
| 앞갈래 | 방광 쪽 | 위방광동맥 (자주 배꼽동맥에서 갈라져 나옴)                | 간혹 중간방광동맥                                                                        | 방광 위쪽 부분과 수뇨관                  |
| 앞갈래 | 방광 쪽 | 배꼽동맥                                                  | 정관동맥(남성)과 위방광동맥 (대부분 배꼽동맥에서 갈라지지만 간혹 앞갈래에서 직접 갈라짐) | 안쪽배꼽인대                             |
| 앞갈래 | 방광 쪽 | 아래방광동맥                                              | -                                                                                        | 방광 아랫부분과 수뇨관                   |
| 앞갈래 | 내장 쪽 | 중간곧창자동맥                                            | -                                                                                        | 곧창자 아래쪽                            |
| 앞갈래 | 내장 쪽 | 질동맥(여성); 남성의 아래곧창자동맥 자리에 보통 존재한다. | -                                                                                        | 질                                       |
| 앞갈래 | 내장 쪽 | 자궁동맥(여성)                                            | 질가지                                                                                   | 자궁과 자궁경부                          |
| 앞갈래 | 벽 쪽   | 폐쇄동맥 (종종 아래배벽동맥에서 갈라져 나옴)              | -                                                                                        | 폐쇄관                                   |
| 앞갈래 | 벽 쪽   | 속음부동맥                                                | 다수의 가지들, 해당 항목 참고.                                                           | 큰궁둥구멍과 샅                          |
| 앞갈래 | 벽 쪽   | 아래볼기동맥                                              | -                                                                                        | 큰궁둥구멍(궁둥구멍근 아래쪽)과 큰볼기근 |
| 뒤갈래 | 벽 쪽   | 엉덩허리동맥                                              | 허리가지와 엉덩가지                                                                      | 큰허리근, 허리네모근, 엉덩근             |
| 뒤갈래 | 벽 쪽   | 가쪽엉치동맥                                              | 위가지와 아래가지                                                                        | 앞엉치뼈구멍                             |
| 뒤갈래 | 벽 쪽   | 위볼기동맥                                                | -                                                                                        | 큰볼기근                                 |

### 태아에서의 구조
태아에서 속엉덩동맥은 바깥엉덩동맥보다 2배 정도 크며 온엉덩동맥이 연속되어 주행하는 동맥이다. 방광의 측면을 따라 올라가다가 앞배벽 뒤쪽을 따라 위쪽으로 주행하여 배꼽에 이르고 반대쪽의 속엉덩동맥과 합쳐진다.
탯줄 구멍을 통과한 두 개의 속엉덩동맥은 배꼽동맥으로 이름이 바뀌면서 탯줄로 들어가며, 배꼽정맥 주위를 감으면서 태반에서 여러 가지들로 갈라진다.
출산 시 태반 순환이 멈추면 배꼽동맥의 골반 부분만 남아 위방광동맥(또는 동맥들)을 낸다. 혈관의 나머지 부분은 골반에서 탯줄까지 뻗어 있는 안쪽배꼽인대라는 딱딱한 섬유질 인대로 바뀌게 된다.

### 변이
많은 사람들의 조사 결과 2/3의 사람들에서 속엉덩동맥의 길이는 2.25 ~ 3.4cm로 다양했다. 나머지 1/3에서는 해당 범위보다 짧은 경우보다는 긴 경우가 더 많았다. 최대 길이는 약 7cm, 최소 길이는 약 1cm였다.
온엉덩동맥과 속엉덩동맥의 길이는 서로 반비례한다. 즉 온엉덩동맥이 짧으면 속엉덩동맥이 길고, 온엉덩동맥이 길면 속엉덩동맥이 짧다.
속엉덩동맥이 갈라지는 위치는 엉치뼈의 위쪽 가장자리와 큰궁둥구멍의 위쪽 가장자리 사이의 범위 내에서 다양하다.
여러 경우들에서 오른쪽과 왼쪽 속엉덩동맥의 길이가 다르기도 했지만, 어느 한쪽이 항상 크지는 않았다.

#### 흔한 변이

일반적인 가지 양상[3]

## 곁순환
속엉덩동맥을 묶은 후의 혈액 순환은 다음의 문합에 의해 대신 일어난다.
- 속엉덩동맥 뒤갈래에서 나온 엉덩허리동맥과 대동맥에서 나온 마지막 허리동맥
- 속엉덩동맥 뒤갈래에서 나온 엉덩허리동맥과 넙다리동맥에서 나온 얕은엉덩휘돌이동맥
- 속엉덩동맥 뒤갈래에서 나온 가쪽엉치동맥과 대동맥에서 나온 정중엉치동맥
- 속엉덩동맥 뒤갈래에서 나온 위볼기동맥과 넙다리동맥에서 나온 얕은엉덩휘돌이동맥
- 속엉덩동맥 앞갈래에서 나온 아래볼기동맥과 넙다리동맥에서 나온 깊은넙다리동맥
- 속엉덩동맥 앞갈래에서 나온 폐쇄동맥과 바깥엉덩동맥에서 나온 아래배벽동맥
- 속엉덩동맥 앞갈래에서 나온 폐쇄동맥과 깊은넙다리동맥에서 나온 안쪽넙다리휘돌이동맥
- 속엉덩동맥 앞갈래에서 나온 중간곧창자동맥과 아래창자간막동맥에서 나온 위곧창자동맥
- 속엉덩동맥 앞갈래에서 나온 자궁동맥과 대동맥에서 나온 난소동맥

## 추가 이미지

배와 골반 혈관의 볼륨 렌더링 CT 스캔.
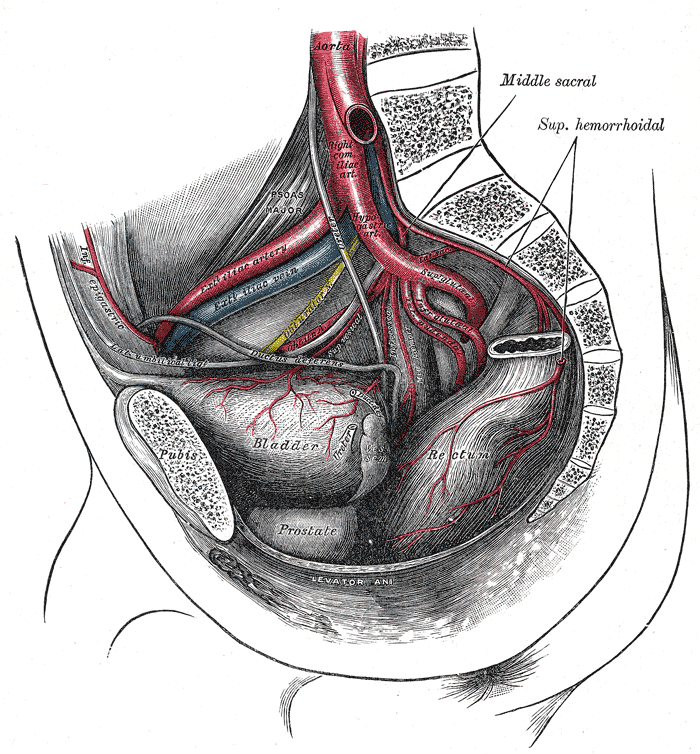
대동맥과 오른쪽 온엉덩동맥의 분기점.
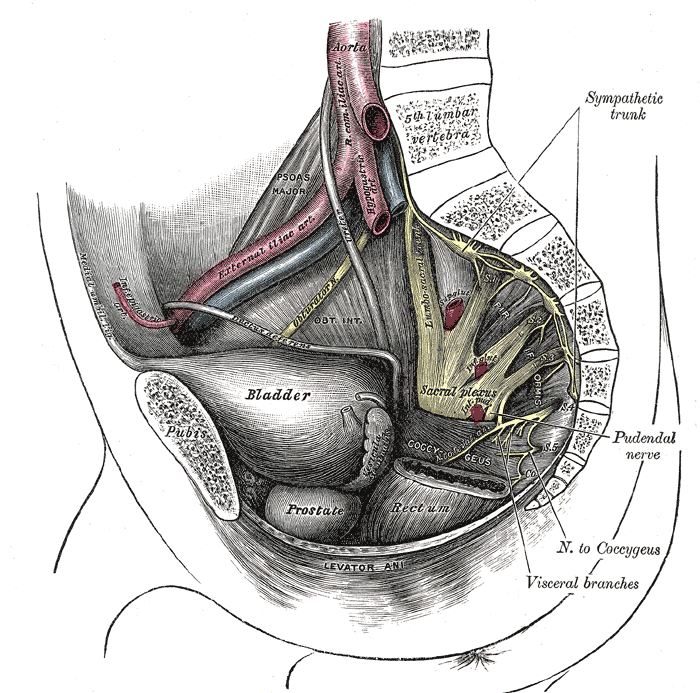
엉치신경얼기와 음부신경얼기를 보여주는 골반 가쪽벽 해부.
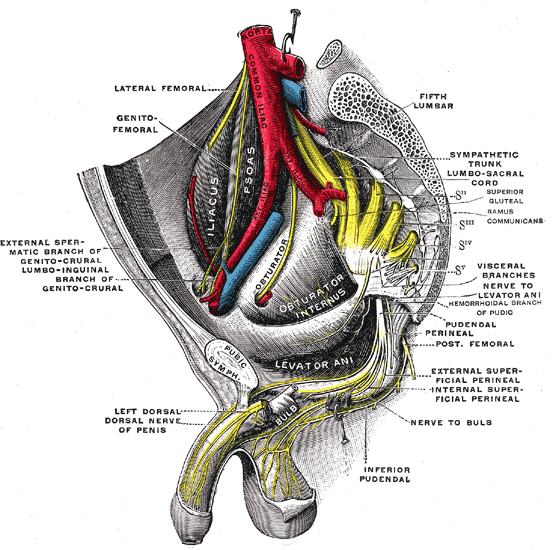
오른쪽의 엉치신경얼기.
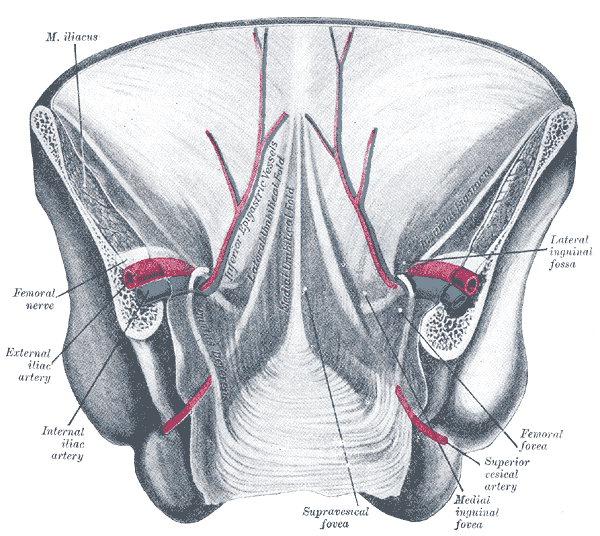
앞배벽 뒤쪽의 아래쪽 절반 모습.
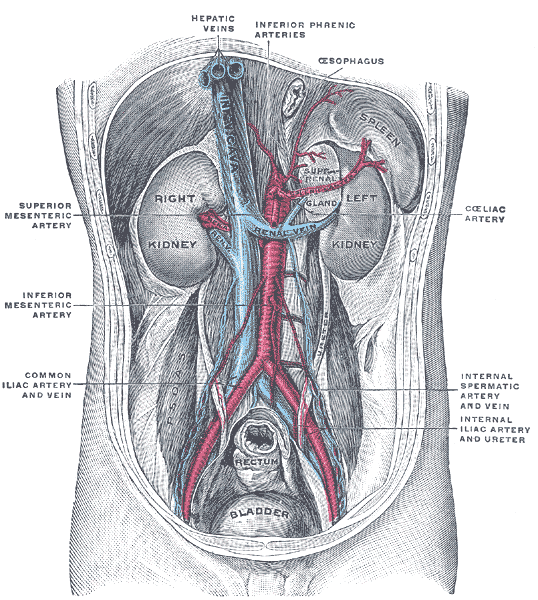
후복벽의 모습. 복막 제거 후 콩팥, 부신 및 큰 혈관들.
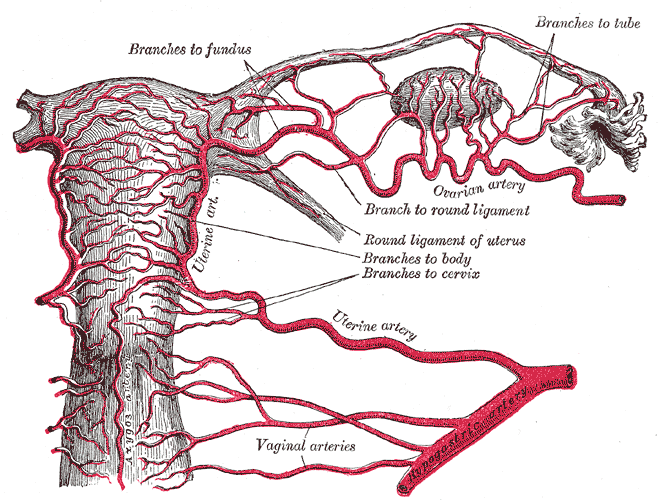
뒤에서 본 여성 생식기의 동맥.
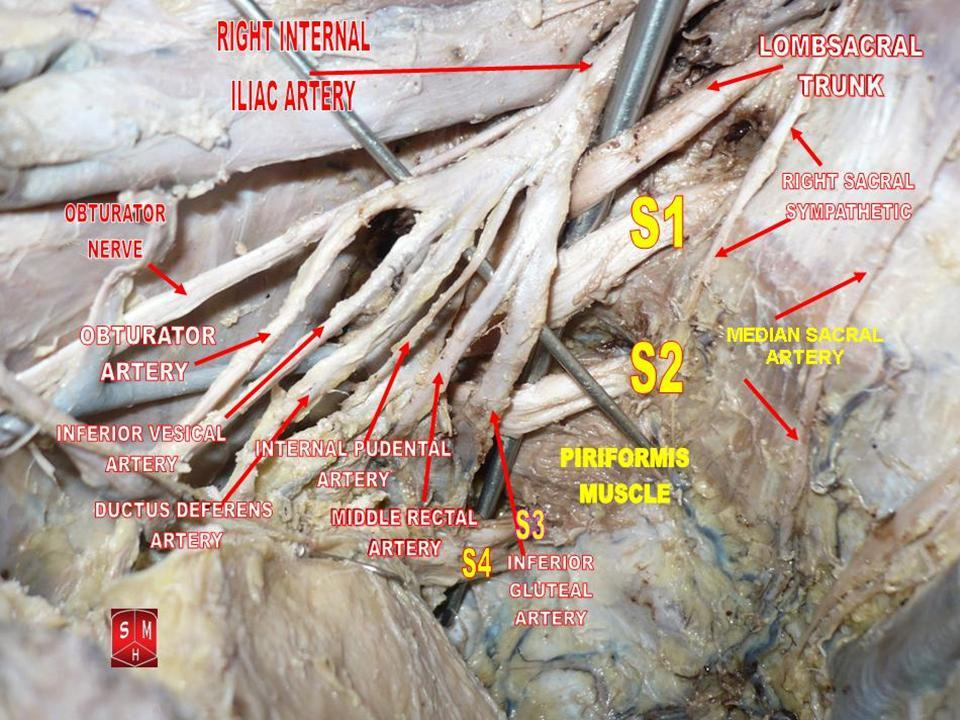
남성 아랫배의 동맥.
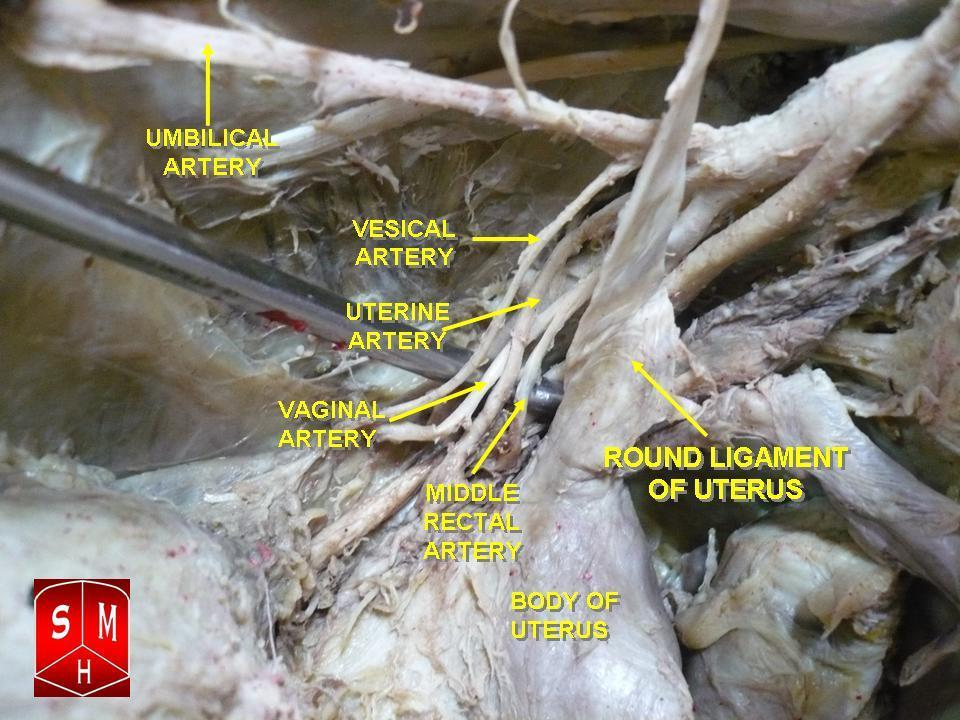
여성 아랫배의 동맥.
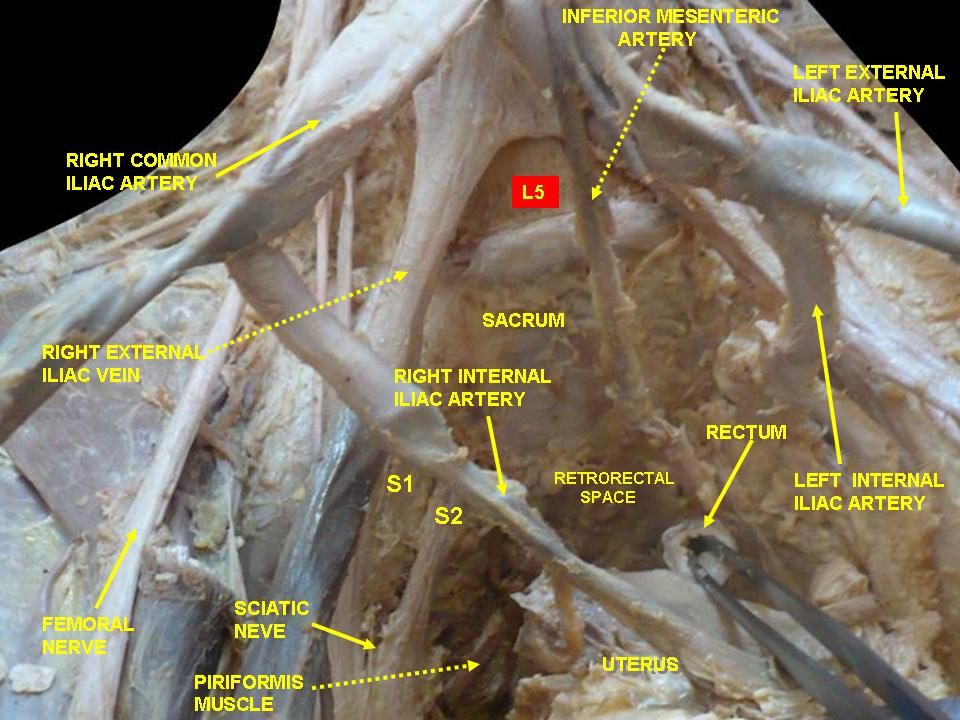
허리신경얼기와 엉치신경얼기의 깊은 곳 해부. 앞에서 본 사진.
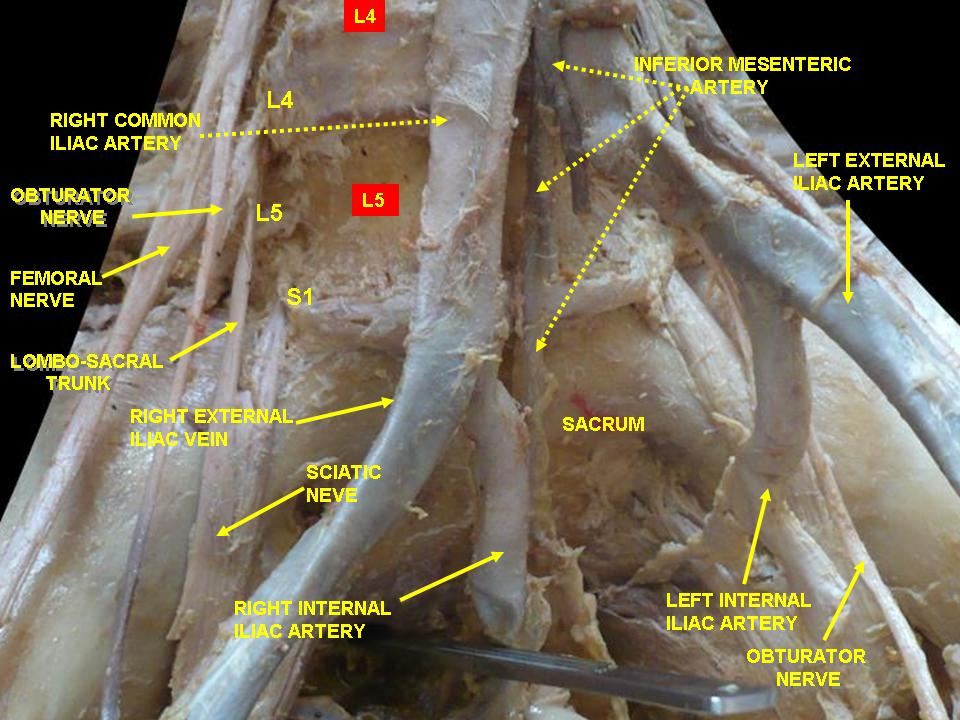
허리신경얼기와 엉치신경얼기의 깊은 곳 해부. 앞에서 본 사진.
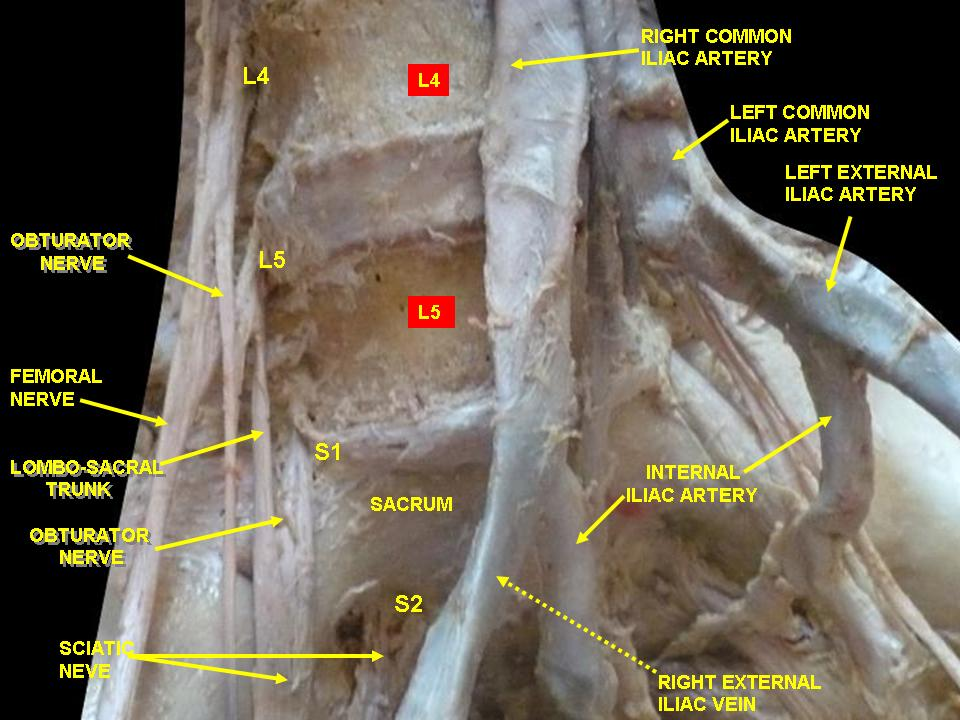
허리신경얼기와 엉치신경얼기의 깊은 곳 해부. 앞에서 본 사진.
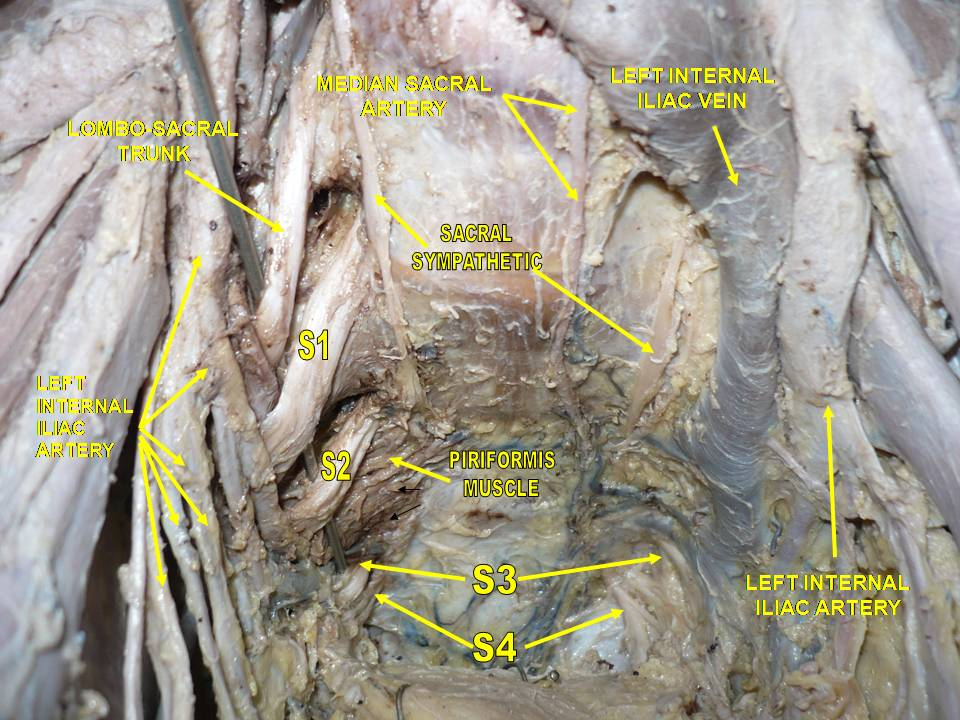
남성의 골반 위쪽 구조물. 깊은 곳 해부.
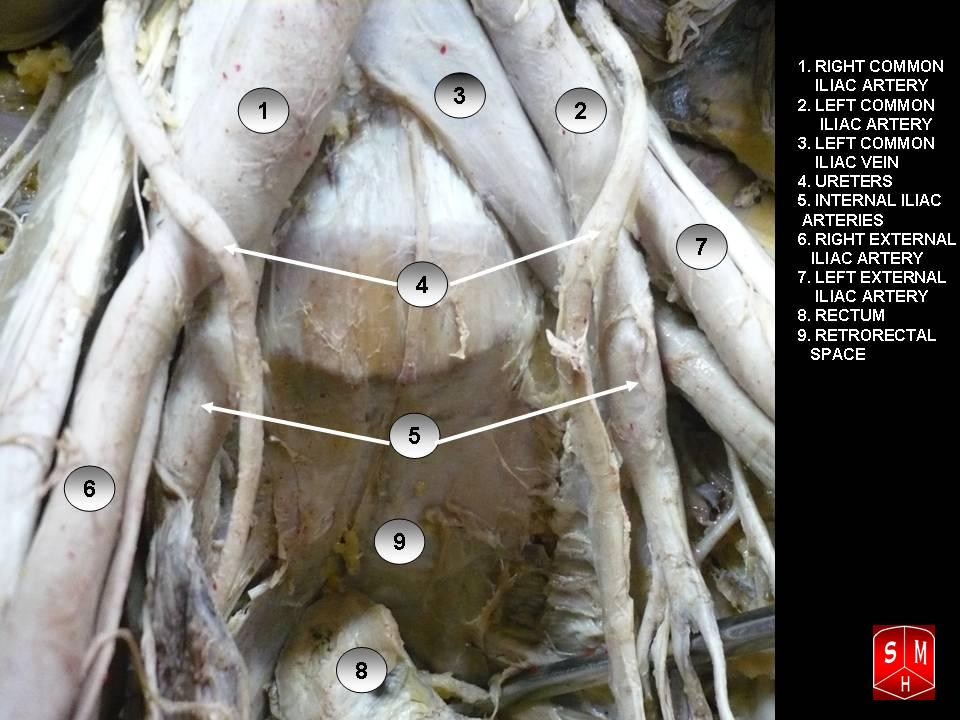
아랫배의 혈관들.
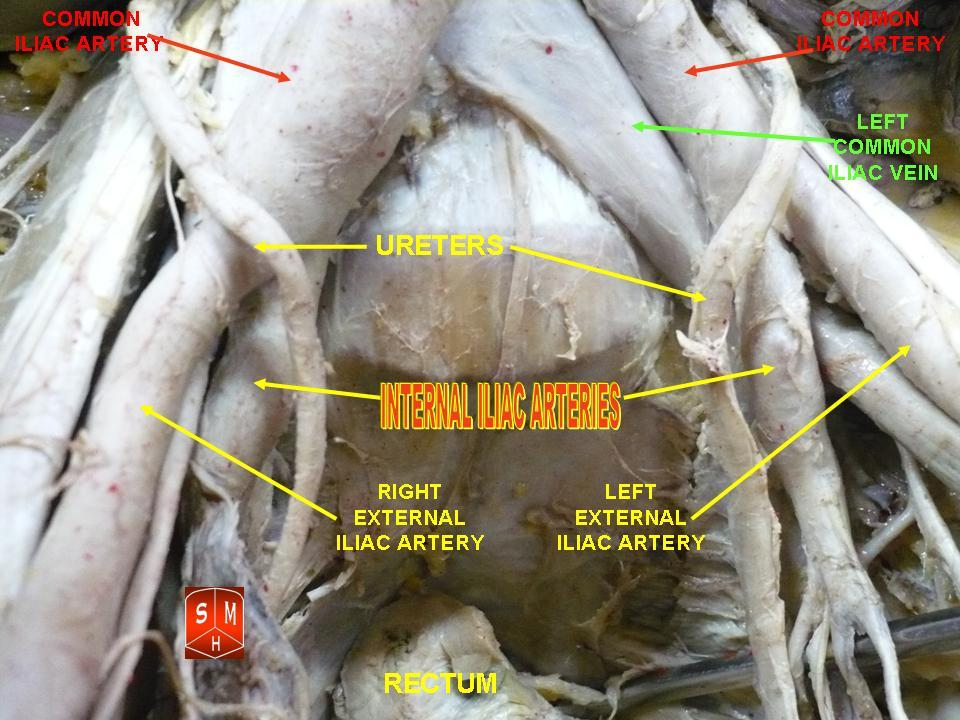
속엉덩동맥.
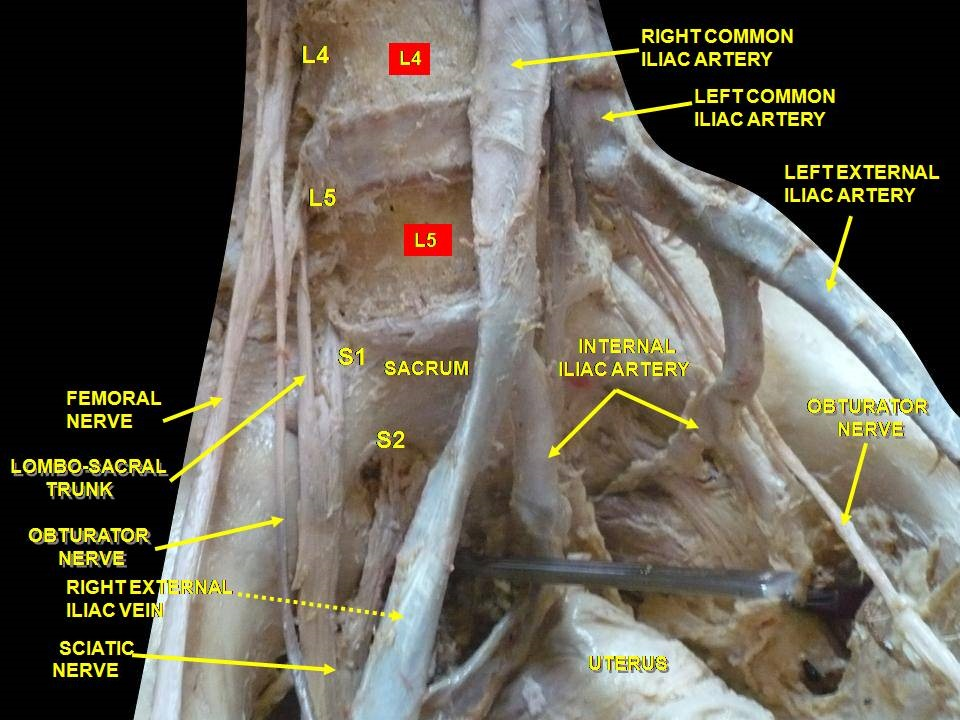
허리신경얼기와 엉치신경얼기의 깊은 곳 해부. 앞에서 본 사진.

## 같이 보기
- 바깥엉덩동맥

## 참고 문헌
이 문서는 현재 퍼블릭 도메인에 속하는 그레이 해부학 제20판(1918) page 614의 내용을 기초로 작성된 글이 포함되어 있습니다.
1. ↑  Kaplan Qbook - USMLE Step 1 - 5th edition - page 52
2. 1 2 3 4 5 6 7 8 9 10 11 12 13 14 15 16 17 18 19 20 21 22 23 24  〈Chapter Five - Applied anatomy〉, 《Basic Science in Obstetrics and Gynaecology (Fourth Edition)》 (영어), Churchill Livingstone, 57-95url=http://www.sciencedirect.com/science/article/pii/B9780443102813000099쪽
3. ↑  Essential Clinical Anatomy. K.L. Moore & A.M. Agur. Lippincott, 2 ed. 2002. Page 224
4. ↑  Arisudhan Anantharachagan, Sarris, I. and Ugwumadu, A. (2011). Revision Notes for the MRCOG Part 1. Oxford Oxford University Press -07-01. pages 90-91